# Love power
Love power is een nummer van The KMG's. Het is tevens het nummer waarmee België vertegenwoordigd werd op het Eurovisiesongfestival 2007. Het lied werd echter uitgeschakeld in de halve finale, op donderdag 10 mei in het Finse Helsinki. België eindigde 26ste, met 14 punten, waarvan het maximum van twaalf punten van Georgië.

## Resultaat halve finale
| Plaats | Land       | Artiest       | Lied                 | Punten |
| ------ | ---------- | ------------- | -------------------- | ------ |
| 25     | Malta      | Olivia Lewis  | Vertigo              | 15     |
| 26     | België     | The KMG's     | Love power           | 14     |
| 27     | Oostenrijk | Eric Papilaya | Get alive-Get a life | 4      |